# Volfgang Chotek z Chotkova
Volfgang (Wolfgang) hrabě Chotek z Chotkova (Volfgang Maria Karel Vilém Bohuslav Josef říšský hrabě Chotek z Chotkova a Vojnína; 15. srpna 1860 Berlín, Německo – 10. prosince 1926 Linec, Rakousko) byl český šlechtic a rakouský státní úředník. Přes třicet let zastával funkce ve státní správě na různých místech Rakouska-Uherska, naposledy byl před zánikem monarchie dvorním radou místodržitelství v Horním Rakousku. Byl starším bratrem Žofie Chotkové a švagrem následníka trůnu Františka Ferdinanda, kteří byli zavražděni v Sarajevu.

## Kariéra
Pocházel z české šlechtické rodiny Chotků, narodil se v Berlíně v začátku otcovy diplomatické kariéry. Byl jediným synem z početného potomstva diplomata a politika hraběte Bohuslava Chotka (1829–1896), matka Vilemína (1838–1886) patřila k významné rodině Kinských. Volfgang po absolvování gymnázia krátce sloužil v armádě a dosáhl hodnosti c. k. poručíka, v roce 1883 vstoupil do státních služeb jako konceptní praktikant u českého místodržitelství. V roce 1884 byl přidělen k okresnímu hejtmanství v Ústí nad Labem a téhož roku obdržel čestnou hodnost c. k. komořího. Od roku 1890 byl okresním komisařem na prezidiu českého místodržitelství, v letech 1893–1894 krátce pracoval na ministerstvu vnitra ve Vídni. V letech 1894–1895 byl místodržitelským tajemníkem u Zemské školní rady v Praze a poté v letech 1895–1899 okresním hejtmanem v Kraslicích. Mezitím byl v roce 1895 civilním komisařem během vojenských manévrů c. k. armády v jižních Čechách, v Kraslicích byl také komisařem spořitelny. V roce 1899 byl přeložen do Opavy, kde zastával funkci zemského vládního rady. V roce 1906 přešel do Lince, kde byl místodržitelským radou a později dvorním radou. Za zásluhy získal v roce 1911 Leopoldův řád. V roce 1917 byl penzionován a při té příležitosti obdržel Řád Františka Josefa.

## Rodina
V roce 1896 se ve Vídni v katedrále sv. Štěpána oženil s Annou Elisabeth von Künell (1871–1922), dcerou inspektora C. k. jižní dráhy Karla von Künella. Manželství zůstalo bez potomstva.
Když koncem 19. století pronikly na veřejnost informace o vztahu jeho mladší sestry Žofie s následníkem trůnu arcivévodou Františkem Ferdinandem, byl Volfgang jako hlava rodiny vystaven tlaku ze strany císařského dvora, aby zabránil případnému sňatku. František Ferdinand si manželství s Žofií Chotkovou prosadil za cenu značných ústupků ohledně nástupnických práv. Při jejich svatbě 1. července 1900 v Zákupech byl Volfgang svědkem nevěsty.
Další Volfgangova sestra Marie Pia (1863–1935) byla manželkou knížete Jaroslava Thun-Hohensteina, který byl později poručníkem nezletilých dětí zavražděného Františka Ferdinanda. Další sestra Karolína (1865–1919) se provdala za hraběte Leopolda Nostic-Rienecka. Leopold Nostic se po ovdovění podruhé oženil s Volfgangovou nejmladší sestrou Henriettou (1880–1964), která byla původně dámou ústavu šlechtičen v Praze a po roce 1914 vychovávala děti zavražděného následníka trůnu. 